# Адамов Павло Павлович
Павло Павлович Адамов (9 серпня 1945 , Курськ  — 1990 , Курськ ) — радянський футболіст, нападник і півзахисник.

## Біографія
Павло Адамов народився в 1945 році в Курську.
Займався футболом у групі підготовки курських «Трудових резервів» під керівництвом тренера Володимира Щокіна.
Грав на позиціях нападника і півзахисника. У 1962—1966 роках виступав в класі «Б» за курські «Трудові резерви» / «Труд». У складі збірної РРФСР грав у турне по Індії.
Восени 1966 року прямо з тренування «Труда» виїхав в розташування донецького «Шахтаря», від якого отримав пропозицію. Однак тут він виступав тільки в кінці сезону-66 і початку сезону-67, де провів 14 матчів і забив 2 м'ячі. Адамов не підійшов команді по ігровому стилю. Крім того, за словами журналіста Ігоря Васіліаді, ветерани «Шахтаря» Антанас Станкявічюс, Дмитро Мізерний та Юрій Ананченко влаштували його цькування. Після групового побиття на базі «Шахтаря» Адамов без речей і документів повернувся до Курська. Також в Донецьку у футболіста вперше проявився потяг до алкоголю. Поведінку Адамова засудили в пресі: в журналі «Молода гвардія» вийшла стаття «Падаюча зірка», а за підсумками комсомольських зборів в команді вирішили клопотати перед Федерацією футболу СРСР про його дискваліфікацію. Однак цього не сталося.
1967 рік Адамов дограв у «Трудових резервах», а перед стартом сезону-68 перейшов в московський ЦСКА, де заслужив довіру старшого тренера Всеволода Боброва, провівши у вищій лізі 28 матчів і забивши 3 м'ячі. Однак незабаром Адамов знову став випивати і в кінці 1968 року втік до Курська.
Після виступу «Комсомольської правди» зі статтею «Блукаючий форвард» футболіста повернули на службу в Збройні сили і відправили в хабаровський СКА, що грав у другій групі класу «А», де провів 18 ігор і забив 4 голи. Незважаючи на те що Бобров намагався поговорити з ним і повернути в ЦСКА, Адамов з Хабаровська повернувся до Курська.
У 1972 році Адамов грав у другій лізі за тольяттінське «Торпедо» і загалом провів в чемпіонатах СРСР 42 матчі, забивши 5 м'ячів.
Потім Адамов виступав тільки в чемпіонаті Курської області і Курська за «Счьотмаш» і трикотажний комбінат, тренував дітей на стадіоні «Спартак». Розлучився з дружиною, жив в гуртожитку, зловживав алкоголем.
Помер в 1990 році у віці 45 років.